# Martin 316
Martin Model 316 (định danh quân sự XB-68) là một thiết kế máy bay ném bom chiến thuật tầm trung siêu thanh của Không quân Hoa Kỳ.

## Tính năng kỹ chiến thuật (theo thiết kế)
Đặc điểm tổng quát
- Tổ lái: 2
- Chiều dài: 109 ft 8 in (33,43 m)
- Sải cánh: 53 ft 0 in (16,2 m)
- Chiều cao: 25 ft 6 in (7,77 m)
- Diện tích cánh: 875 ft² (81,3 m²)
- Trọng lượng rỗng: 53.925 lb (24.460 kg)
- Trọng lượng có tải: 74.180 lb (33.650 kg)
- Trọng lượng cất cánh tối đa: 102.720 lb (46.590 kg)
- Động cơ: 2 × Pratt & Whitney JT4B-21 kiểu turbojet, 27.500 lbf (122 kN) mỗi chiếc

- Vận tốc cực đại: 1.593 mph (2.564 km/h)
- Tầm bay: 3.051 dặm (4.910 km)
- Trần bay: 44.800 ft (13.650 m)
- Vận tốc leo cao: 500 ft/phút (25 m/s)
- Tải trên cánh: 85 lb/ft² (414 kg/m²)
- Lực đẩy/trọng lượng: 0,74

Trang bị vũ khí

- Súng: 1× pháo M61 Vulcan 20 mm (0.79 in)
- Bom: 

  - 1× Bom hạt nhân Class C hoặc
  - 1× Bom hạt nhân Class D